# Víctor Elías
Víctor Elías Villagrasa Álvarez (Madrid, 3 marzo 1991) è un attore e cantante spagnolo.

## Biografia
Figlio dell'attrice Amelia Alvarez Del Valle e cugino di secondo grado della regina Letizia di Spagna, Víctor Elías ha cominciato la sua carriera artistica in teatro, come parte del cast di La vida Breve.
Ha esordito come attore nel 1998 recitando in un episodio della serie televisiva Hermanas.
La sua partecipazione alla serie televisiva Los Serrano (il cui format è stato poi adattato e prodotto in molte nazioni, tra cui l'Italia, dove è stata realizzata la corrispondente serie I Cesaroni) gli ha dato fama e notorietà come attore.

### Guillermo "Guille" Serrano e Rodolfo "Rudi" Cesaroni
Confrontando i personaggi dei "Cesaroni" con i corrispettivi omologhi dei "Serrano", è possibile rilevare analogie e differenze, poiché le storie partono da presupposti e situazioni molto simili, ma le vicende narrate si discostano poi nello sviluppo che le serie hanno subìto. Nel caso in questione Rudi e Guille sono entrambi figli di famiglia: Rudi (interpretato da Niccolò Centioni), secondogenito di Giulio Cesaroni, è irrequieto e turbolento, sempre pronto a prendersi gioco degli altri e a fare scherzi agli ingenui "bersagli" che gli capitano a tiro: forma una "band" con alcuni compagni di classe, coalizzati tra loro per architettare e portare a termine le svariate malefatte, e per coprirsi (il più delle volte inutilmente) a vicenda, nel vano intento di evitare le meritate punizioni; Guille, il personaggio che Víctor Elías interpreta nella corrispondente serie spagnola fin dall'età di 11 anni, è il secondogenito dei Serrano; anche lui beffardo e rozzo nei modi, e ama ordire scherzi; come Rudi è naturalmente portato a essere un leader, tanto che a scuola è il punto di riferimento per un gruppetto di ragazzi; negli sviluppi degli eventi, Guille ad un certo punto si innamora della sua sorellastra (che prima invece odiava), circostanza che nella serie italiana capita anche alla sua controparte Rudi; questa situazione lo porterà a vivere situazioni alterne, frutto a volte di malintesi e incomprensioni.
Sul finire della serie Guille si fidanzerà definitivamente con la sorellastra; ciò a Rudi non accadrà in quanto la sorellastra continuerà imperterrita la relazione con un altro ragazzo (scatenando non poche polemiche tra i fan della serie e la casa di produzione).

## Filmografia

### Cinema
- La spina del diavolo (El espinazo del diablo), regia di Guillermo del Toro (2001)
- El florido pensil, regia di Juan José Porto (2002)
- Nuestro pequeño secreto, regia di Ana Martínez Almeida - cortometraggio (2004)
- Héroe de verdad, regia di María Rodríguez-Rabadán - cortometraggio (2004)
- Volver a subir, regia di Michael Cooper - cortometraggio (2009)
- Sin pensarlo dos veces, regia di Chus Gutiérrez - cortometraggio (2009) Uscito in home video
- I.D, regia di Víctor Heras - cortometraggio (2010)
- El trayecto, regia di Nadia Martínez de Marañón e María Claudia Bonilla - cortometraggio (2012)
- La peor excusa del mundo - cortometraggio (2013) Uscito in home video
- Clases de conquista, regia di César Ríos - cortometraggio (2015) Uscito in home video
- La llamada, regia di Javier Ambrossi e Javier Calvo (2017)

### Televisione
- Hermanas – serie TV, 1 episodio (1998)
- Ellas son así – serie TV, 18 episodi (1999)
- Hospital Central – serie TV, 1 episodio (2002)
- Géminis, venganza de amor – serie TV, 4 episodi (2002)
- Javier ya no vive solo – serie TV, 1 episodio (2003)
- Los Serrano – serie TV, 147 episodi (2003-2008)
- Punta Escarlata – serie TV, 9 episodi (2011)
- Isabel – serie TV, 4 episodi (2011-2012)
- Aula de castigo – serie TV, 6 episodi (2014)
- Paquita Salas – webserie, 1 episodio (2016)
- Looser – serie TV, 1 episodio (2018)